# Gunung Peunceru
Gunung Peunceru är ett berg i Indonesien.   Det ligger i provinsen Aceh, i den västra delen av landet, 1 700 km nordväst om huvudstaden Jakarta. Toppen på Gunung Peunceru är 1 062 meter över havet.
Terrängen runt Gunung Peunceru är huvudsakligen lite bergig.  Trakten runt Gunung Peunceru är nära nog obefolkad, med mindre än två invånare per kvadratkilometer. I omgivningarna runt Gunung Peunceru växer i huvudsak städsegrön lövskog.